# Біла-Копець
Біла-Копець (пол. Biała-Kopiec) — село в Польщі, у гміні Біла Велюнського повіту Лодзинського воєводства.
Населення — 365 осіб (2011).
У 1975-1998 роках село належало до Серадзького воєводства.

## Демографія
Демографічна структура станом на 31 березня 2011 року:
|          | Загалом | Допрацездатний вік | Працездатний вік | Постпрацездатний вік |
| -------- | ------- | ------------------ | ---------------- | -------------------- |
| Чоловіки | 186     | 49                 | 121              | 16                   |
| Жінки    | 179     | 37                 | 102              | 40                   |
| Разом    | 365     | 86                 | 223              | 56                   |